# Lieversche Diep
Het Lieversche Diep (plaatselijk: Lieversediepje en eerder ook: Lieverder Diep) is een beek in de provincie Drenthe.
Het Lieversche Diep ontstaat even ten zuidwesten van het dorp Lieveren door het samenvloeien van het Groote Diep met het meer oostelijk gelegen Oostervoortsche Diep. Het Lieversche Diep gaat ten oosten van Roden over in het Peizerdiep.
Door de aangelegde vistrappen (zie afbeelding) in het Lieversche Diep, bedoeld voor de snoekbaars, heeft de winde, een bedreigde vissoort, een paaigebied in de beek gevonden.
Omdat het Lieversediepje een belangrijke waterweg is van Drenthe richting de stad Groningen, en omdat het was gekanaliseerd, was er veel wateroverlast in de stad zelf. In 2014 is daarom een groot gedeelte van het Lieversediepje opnieuw ingericht zodat de beek weer kan meanderen en daarmee meer water kan bergen. De noordelijke vistrap (Oude Stuw) bestaat nog, maar de zuidelijke (de foto rechts) is verdwenen.
In juni 2018 is bij de Oude Stuw in het Sterrebos een nieuwe (bypass) vistrap gemaakt met 14 kleine treden voor kleinere vissen, waaronder de rivierprik.

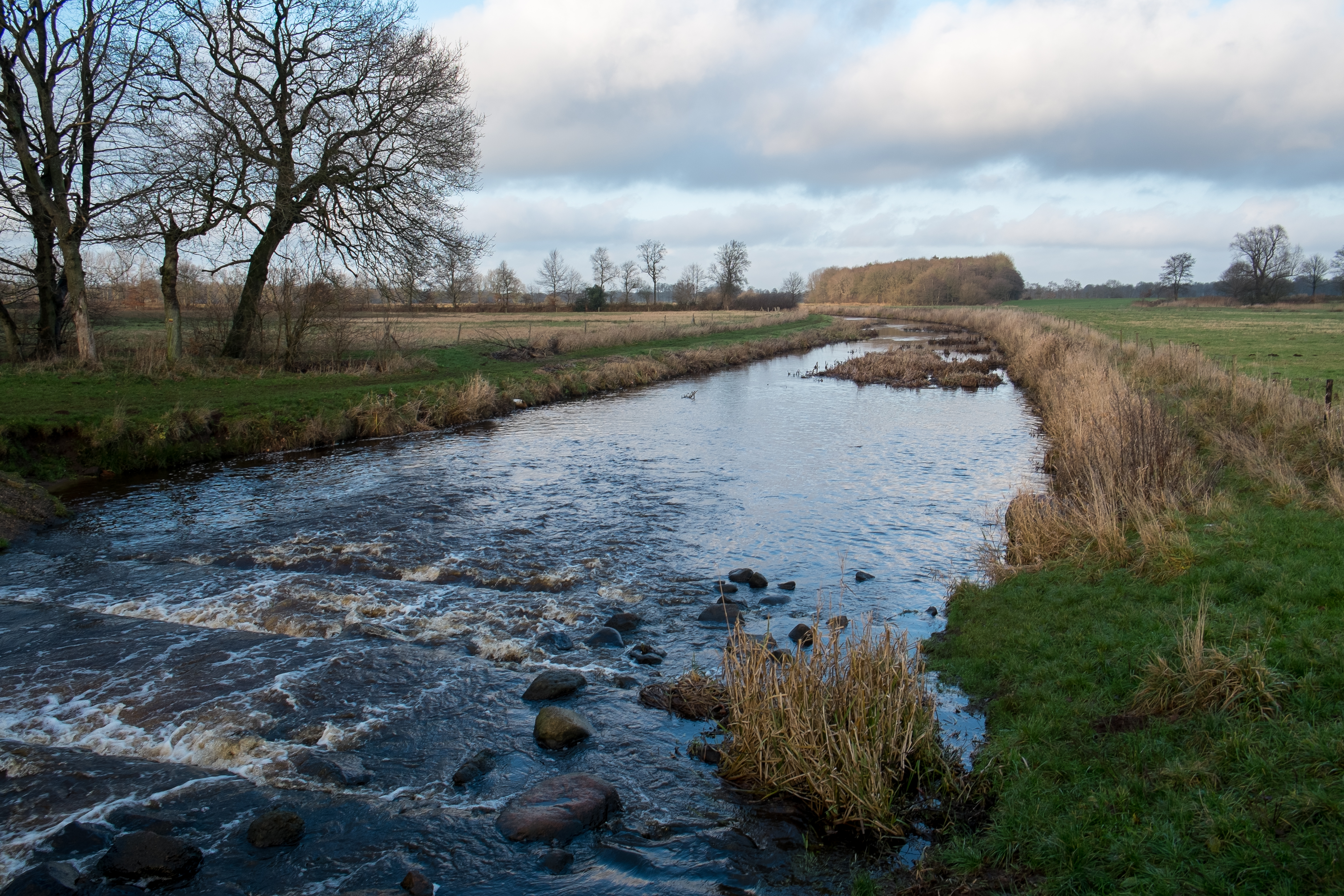
De meest noordelijke vistrap in het Lieversediep/Peizerdiep met kijkrichting naar het noorden
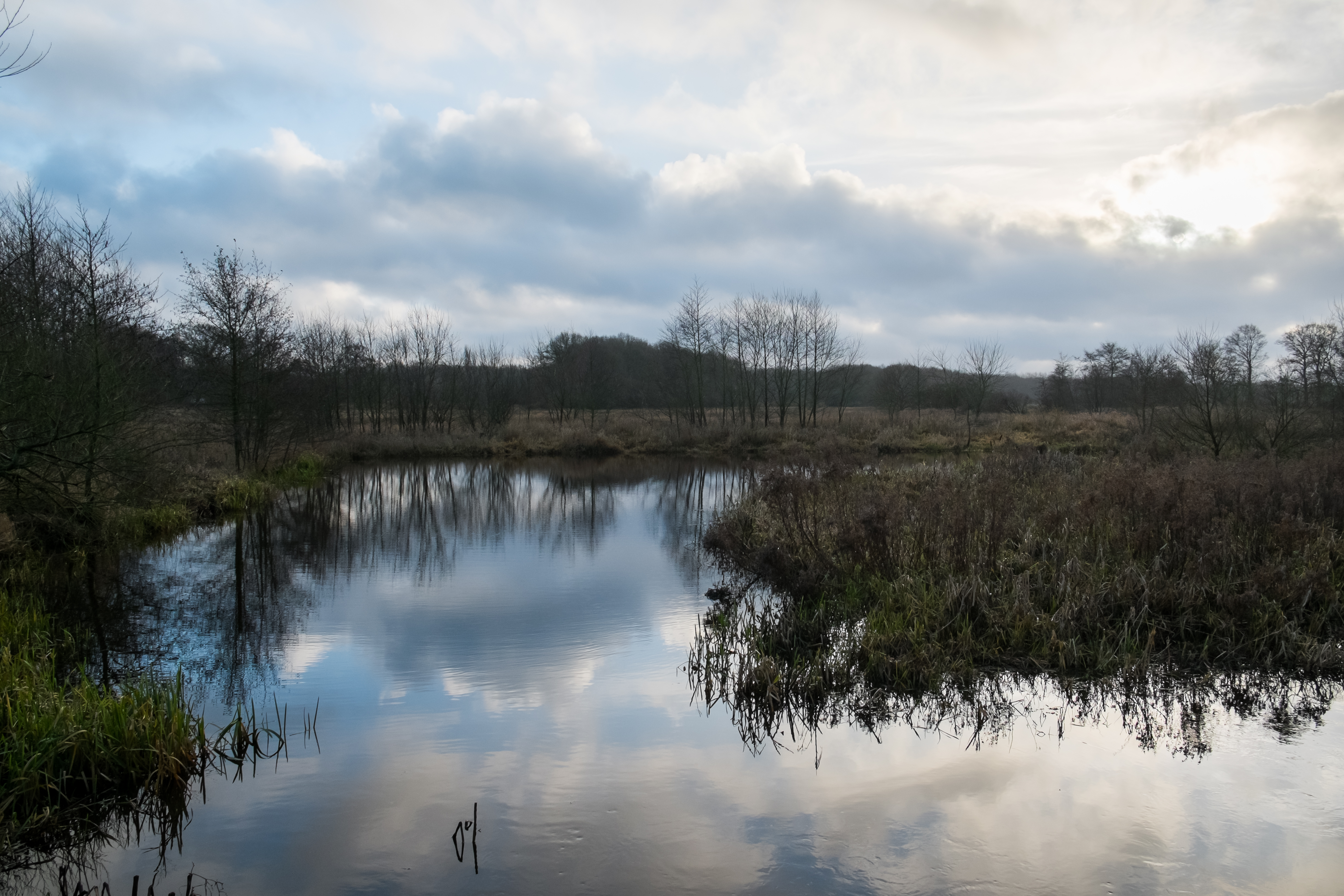
Lieversediep met kijkrichting naar het zuiden op dezelfde vistrap